# 고칼륨혈증
고칼륨혈증(高-血症, 문화어: 고칼리움혈증, hyperkalemia, hyperkalaemia)은 혈청 중 칼륨(K+) 수준이 높은 상태이다. 정상 칼륨 수준은 3.5에서 5.0 mmol/L(3.5 and 5.0 mEq/L) 사이이며, 5.5 mmol/L 이상을 고칼륨혈증으로 정의한다. 일반적으로 증상은 발생하지 않는다.

## 정의
혈청 내 정상 칼륨 수준은 일반적으로 3.5에서 5.3 mmol/L 사이이다. 5.5 mmol/L 이상은 일반적으로 고칼륨혈증을 나타내며, 3.5 mmol/L 미만은 저칼륨혈증을 나타낸다.

## 증상
칼륨 수준이 높아지면 발생하는 증상은 비특이성이며 일반적으로 권태감, 근육마비(근력마비), 호흡부전, 저혈압, 심계항진, 부정맥을 포함하며 증세가 심할 경우 심정지로 이어질 수도 있다.

## 예방
고칼륨혈증의 재발을 예방하려면 일반적으로 식사 내 칼륨 양을 줄이고 푸로세미드, 하이드로클로로티아자이드와 같은 이뇨제를 추가 복용하는 것이다.

## 치료
특정 수준의 혈중 칼륨에 도달 시 새로운 부정맥이 발생할 때나 칼륨 수준이 6.5 mmol/l을 초과할 때 긴급하게 칼륨 수준을 낮추는 것이 필요하다.

### 심근 자극
칼슘(염화 칼슘, 글루콘산 칼슘)은 현재도 밝혀져 있지 않은 매커니즘을 통해 역치전위를 향상시키므로 고칼륨혈증에서 비정상적으로 상승된, 역차전위와 안정막전위 간의 정상 변화도를 회복시킨다.

### 일시적 수단
- 인슐린
- 살부타몰
- 탄산 수소 나트륨

### 제거
정도가 극심한 경우 혈액 투석이나 혈액 여과가 필요하며 이는 몸에서 칼륨을 제거하는 가장 빠른 방식이다.

## 같이 보기
- 저칼륨혈증